# Lofn
Lofn est, dans la mythologie nordique, l'une des Asynes. Elle est la servante de Frigg et la déesse des amours perdues et illégitimes. Snorri la décrit ainsi :
« Átta Lofn, hon er svá mild ok góð til áheita at hon fær leyfi af Alföðr eða Frigg til manna samgangs, kvenna ok karla, þótt áðr sé bannat eða þvertekit. Fyrir því er af hennar nafni lof kallat, ok svá þat er lofat er mjök af mönnum. » 
« La huitième est Lofn ; elle est si douce et bonne qu'elle obtient la permission d'Odin et de Frigg de mettre ensemble homme et femme à qui le mariage était interdit. Elle donna naissance au mot permission, aussi elle était beaucoup plus admiré par les hommes. »

## Source
- (en) Cet article est partiellement ou en totalité issu de l’article de Wikipédia en anglais intitulé « Lofn » (voir la liste des auteurs).